# Enebybergs station
Enebybergs station är en station på Roslagsbanan i kommundelen Enebyberg i Danderyds kommun, nära gränsen till Täby kommun, cirka 10 km från Stockholms östra. Stationen består av två sidoplattformar. På den östra plattformen finns en väntsalsbyggnad. Antalet påstigande en genomsnittlig vintervardag (2015) har beräknats till 200 .

## Historik
Hållplatsen inrättades 1909 på den då enkelspåriga sträckan. Sedan dubbelspår tagits i bruk 1931 och banan elektrifierats 1932 kom platsen att få sin nuvarande utformning.

## Framtid
Omedelbart norr om stationen finns en plankorsning med Portvägen, och såväl gående som fordon korsar spåret i plan. Den ökande och snabbare tågtrafiken och det faktum att tågen på Kårstalinjen passerar utan uppehåll gör att detta utgör en säkerhetsrisk och allvarliga olyckor har inträffat på platsen . Därför planeras för en ombyggnad av stationen . Vägkorsningen kommer att stängas och ersättas av en planskild sådan ett hundratal meter längre söderut, i anslutning till Enebyängen. Den nya stationen kommer att få en mittplattform, som nås via en gångtunnel.